# 307 (tal)
307 är det naturliga talet som följer 306 och som följs av 308.

## Inom vetenskapen
- 307 Nike, en asteroid.

## Inom matematiken
- 307 är ett udda tal
- 307 är ett primtal
- 307 är ett defekt tal
- 307 är ett lyckotal